# Progomphus bidentatus
Progomphus bidentatus är en trollsländeart som beskrevs av Belle 1994. Progomphus bidentatus ingår i släktet Progomphus och familjen flodtrollsländor. Inga underarter finns listade i Catalogue of Life.